# Пожалование почётными титулами
Пожалование почётными титулами — государственно-правовой акт, по которому, по Императорскому соизволению разрешено лицам и дворянским родам пользоваться в Российской империи почётными титулами князь, граф и барон, в том числе и пожалованные иностранными государями.
Кроме лиц, доказавших происхождение от предков пользовавшихся в Российской империи наследственно титулом князей, графов и баронов, согласно ст. № 56 (Св.зак.1876), дворянские депутатские собрания, не должны были признавать никого в этих достоинствах и выдавать свидетельства на них, не взирая на то, что соискатели представили подлинные рескрипты, указы и другие документы, в которых они названы этими титулами, но обязаны были требовать доказательств на пожалование их самих или их предков в эти достоинства от коронованных монархов, и их представлять со своим мнением в департамент Герольдии на рассмотрение. Согласно инструкции департаменту Герольдии, право наследственного пользования почётным титулом принадлежало:
1) потомкам древних русских и литовских княжеских родов;
2) лицам, происходящим от предков, возведённых с их потомством в почётное достоинство Российскими императорами, или утверждённых в нём по пожалованию от иностранных Государей.
Согласно ст.№ З (инст. Деп. Гер. 1846) в доказательство прав на почётный титул лиц, которые сами или предки которых пожалованы были титулами от иностранных Государей, но не утверждены в них Российскими императорами принимались:
1) подлинные грамоты иностранных Государей, пожалованные подданным или иностранцам, до вступления последних в Российское подданство и службу;
2) грамоты королей Польских и других монархов в Польше царствовавших, равным образом и Сеймовые конституции, которыми почётные титулы пожалованы или утверждены. Статья № 4 (инст. Деп. Гер. 1846) регламентировала также другие доказательства принимавшиеся к рассмотрению в случае утраты подлинных грамот.
Для подтверждения прав на баронский титул в прибалтийских губерниях примечанием к ст. № З (инст. Деп. Гер. 1846) устанавливался иной порядок. Баронский титул здесь имели право носить те древние дворянские фамилии, которые во время присоединения означенных губерний к России уже были записаны в местных матрикулах и потом в указах, рескриптах и других публичных актах и именуем были титулом — барон.
К числу таких актов приравнивались: все документы удостоверенные государевой подписью, указы и аттестаты о службе, патенты на чины, грамоты на ордена и приказы по военному ведомству.
Причём право на баронский титул принадлежало не только тем лицам с их потомством, которые в приведённых актах поименованы баронами, но вообще всему роду их, т.е . всем лицам, которые нося общую с ним фамилию, представляли законные доказательства о происхождении своего от одного общего родоначальника, записанного в местные матрикулы до присоединения прибалтийских губерний к России.
На этом основании к 1908 году было утверждено около 30 баронских родов Российской империи. Родственники, которых одной с ними фамилии и герба, на основании права, принадлежащему общему их родоначальнику, окончательно были утверждены в почётных достоинствах в Царстве Польском, признавались в этом достоинстве и в Российской империи, которые законным образом доказывали своё происхождение от одного родоначальника (ст.6 Св.зак. 1846).
Согласно ст.№ 5 (инстр. Деп. Гер.1846), кроме означенных доказательств принадлежности почётного титула по происхождению и по пожалованию, требовалось также удостоверение, что пользование титулом сохранялось в роду постоянно, не менее чем в 3-х последних поколениях, начиная от лица, предъявившего своё право на титул. В противном случае титул не восстанавливался, а разрешалось только просить о сохранении в гербах короны и мантии.
Примечание 1 к ст.56 (Св.зак.1876) устанавливало, что для ознаменования тех дворянских фамилий, которые действительно происходит от родов княжеских, хотя титула сего и не имеют, оставляется в их гербах корона и мантия.
Указом (от I марта 1893. ст. ЗЗ Св.зак.1910) испрошение русскими подданными почётных титулов от иностранных государей, не допускалось, за исключением случаев, когда это было разрешено по государеву соизволению. В этих случаях соблюдался порядок признания и утверждения в почётных титулах, изложенный в ст.56 (Св.зак.1876) и в приложении к прим.2 этой ст. (инстр. Деп. Гер. 1876).
Высочайшее разрешение на пользование в России пожалованным иностранным баронским титулом само по себе не давало права дворянства.
Указом департамента Герольдии Правительствующего сената (от 18 января 1910) право на использование употребления предиката «фон», получали рода, записанные в матрикулы прибалтийских губерний.

## Признание татарских и калмыцких князей
В Российской империи существовали также, так называемые, татарские и калмыкские князья. Этот титул, как отмечал историк Л. Е. Шепелев считался даже ниже баронского и лица обладавшие им не пользовались правом на общий титул «ваше сиятельство», принадлежащий княжескому титулу.
Данные княжеские роды были сведены в особый раздел справочника департамента Герольдии и многие из них были внесены в VI-ю часть древнего дворянства, хотя все титулованные роды вносились в V-ю часть дворянской родословной книги.